# Parennes
Parennes è un comune francese di 554 abitanti situato nel dipartimento della Sarthe, nella regione dei Paesi della Loira.

## Società

### Evoluzione demografica
Abitanti censiti